# Freddy Bichot
Frédéric Bichot, detto Freddy (Château-Gontier, 9 settembre 1979), è un ciclista su strada francese che corre per il team Continental Véranda Rideau-Super U. Professionista tra il 2003 ed il 2010 e dal 2012, è stato campione nazionale dilettanti nel 2011.

## Carriera
Da dilettante vinse la Nantes-Segré nel 2001 e la Boucles de la Mayenne nel 2002. Dopo uno stage presso la Française des Jeux nel 2002, passò professionista nel mese di aprile del 2003 nel Team Barloworld. Tra il 2004 ed il 2006 corse per la Française des Jeux, con cui vinse una tappa e la classifica generale dell'Étoile de Bessèges nel 2005. Tra il 2007 ed il 2009 corse invece per l'Agritubel, conquistando la Boucles de la Mayenne nel 2008, Les Boucles du Sud Ardèche, una tappa al Tour de Normandie, una tappa al Tour de Wallonie ed una alla Paris-Corrèze nel 2009.
Nel 2010 vestì la maglia della Bbox Bouygues Telecom, mentre nella stagione successiva corse fra i dilettanti, vincendo i campionati francesi di categoria. Nel 2012 torna tra i professionisti, con la squadra Continental Véranda Rideau-Super U. Ha partecipato a due edizioni del Tour de France, due del Giro d'Italia e due della Vuelta a España.

## Palmarès
- 2001 (Élite 2)

Nantes-Segré
- 2002 (Élite 2)

Classifica generale Boucles de la Mayenne
- 2005 (Française des Jeux, due vittorie)

1ª tappa Étoile de Bessèges (Marsiglia > Marseille-Luminy)
Classifica generale Étoile de Bessèges
- 2008 (Agritubel, una vittoria)

Classifica generale Boucles de la Mayenne
- 2009 (Agritubel, quattro vittorie)

Les Boucles du Sud Ardèche
4ª tappa Tour de Normandie (Elbeuf-sur-Seine > Flers)
1ª tappa Tour de Wallonie (Waremme > Beaufays)
1ª tappa Paris-Corrèze (Saint-Amand-Montrond > Besse)
- 2011 (DN1)

5ª tappa Circuit des Plages Vendéennes (La Chapelle-Achard > La Chapelle-Achard)
Classifica generale Circuit des Plages Vendéennes
Campionati francesi, Prova in linea dilettanti
- 2012 (Véranda Rideau-Super U, una vittoria)

Trophée des Champions

## Piazzamenti

### Grandi Giri
- Giro d'Italia

2004: ritirato (10ª tappa)
2005: ritirato (14ª tappa)
- Tour de France

2007: 102º
2008: 135º
- Vuelta a España

2006: fuori tempo massimo (5ª tappa)
2010: ritirato (9ª tappa)

### Classiche monumento
- Liegi-Bastogne-Liegi

2008: 67º